# Albert Edward Murray
Albert Edward Murray ( 1935 ) es un botánico, y profesor estadounidense, que se ha especializado en el género Acer.
Ejemplo de nombre publicado:
- Prunus pojarkovii A.E.Murray en Kalmia, 1: 31 (1969)

## Algunas publicaciones
- Nuevas Combinaciones de Subespecies Asiáticas de Acer, 1970. Morris Arboretum Bulletin 17:51

- albert e. Murray, a.o. Klein. 1971. Relationship between Photoconvertible & Nonphotoconvertible Protochlorophyllides  Plant Physiology 48:383-388

- 1969. Kalmia, v. 1-15. Ed. Kalmia.

### Libros
- 1978. A monograph of the Aceraceae: a thesis in horticulture. Ed. University Microfilm. 664 pp.

- La abreviatura «A.E.Murray» se emplea para indicar a Albert Edward Murray como autoridad en la descripción y clasificación científica de los vegetales.[2]